# اثر هاثورن
اثر هاثورن نوعی واکنش است که به واسطهٔ آن کسانی که مورد تحقیق قرار گرفته‌اند، بخاطر اینکه می‌دانند بر روی آن‌ها مطالعاتی در حال انجام است، عملکردشان بهبود می‌دهند یا جنبه‌هایی از رفتارشان را که مورد مطالعه قرار گرفته است را  اصلاح می‌کنند.
این مطالعات برای که اولین بار توسط هنری لندزبرگ انجام گردید با مطالعه‌ای که بر روی تحقیقاتی که بین سال‌های ۱۹۳۲-۱۹۲۴ که در هاثورن انجام گردیده بود، انجام شد. اساس این تحقیقات بر این موضوع استوار بود که آیا با تغییر سطح نور و با کم و زیاد کردن آن تغییری در عملکرد و بهره‌وری کارکنان ایجاد می‌شود؟ با اجرای این تحقیقات به نظر می‌رسید که عملکرد کارکنان افزایش یافته‌است و با پایان یافتن تحقیقات این عملکرد دچار کاهش شدیدی می‌شد.

## تاریخچه

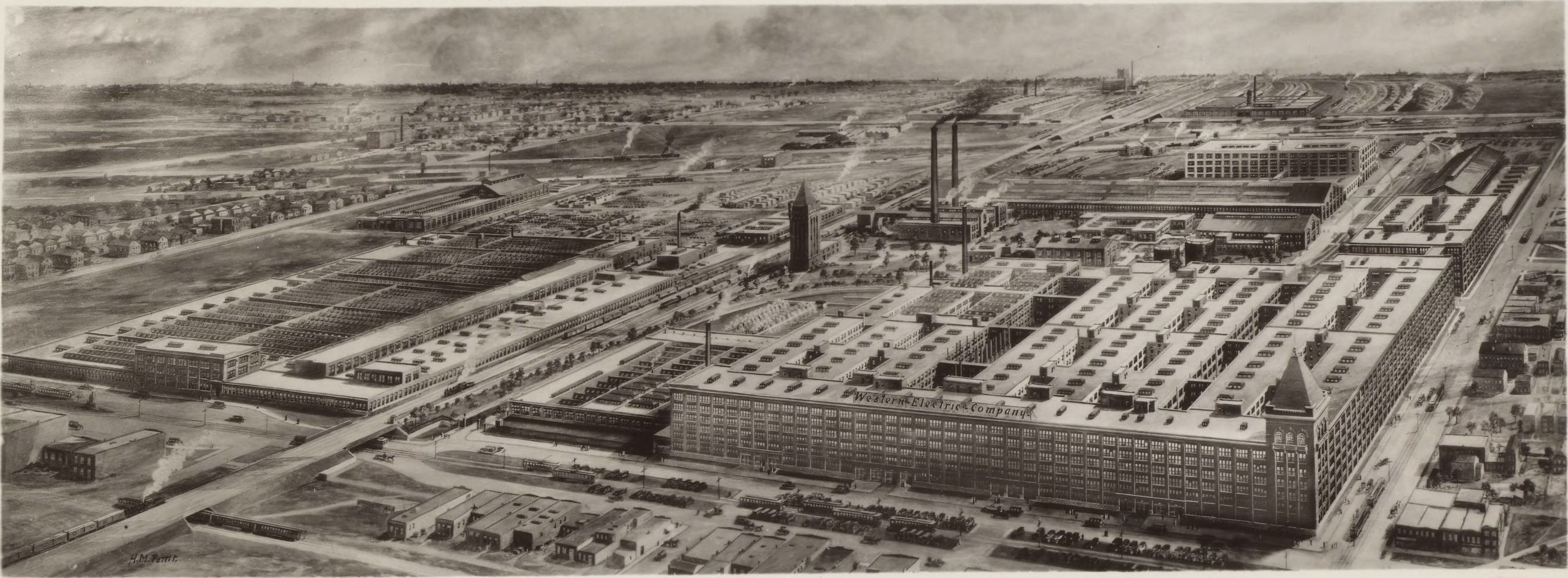
نمای هوایی از کارخانه هاثورن، ۱۹۲۵

این مطالعات به نام کارخانه‌ای که یک‌سری بررسی‌های چند مرحله‌ای و پی‌درپی انجام شد، نامیده شد. این مطالعات ما بین سال‌های ۱۹۳۲-۱۹۲۷ انجام گردید.

## آزمایش رله
در یکی از آزمایش‌ها، محققان دو بانو را انتخاب کرده و از آن‌ها خواستند تا چهار کارگر دیگر را انتخاب نمایند. آن‌ها به مدت پنج سال در دو اتاق مجزا مشغول به نصب رلهٔ تلفن بودند. خروجی این عمل به صورت مکانیکی و با شمردن رله‌های کامل شده، محاسبه می‌شد. این مطالعات از دوهفته قبل از اینکه این بانوان را به اتاق مجزا انتقال دهند آغاز شد و تا انتهای مطالعات این روند ادامه یافت. در این مطالعات سرپرستی بود که در ارتباط با تغییرات با کارکنان مشورت می‌کرد و در لحظه از نظرات آن‌ها استفاده می‌کرد.
برخی از متغیرهایی که در این دورهٔ پنج ساله مورد تحقیق قرار گفته بودند عبارتند از:
- دادن دو وقت تنفس پنج دقیقه‌ای.
- سرو غذا در طی وقت تنفس.
- کوتاه شدن سی دقیقهای روز.

ایجاد هر نوع تغییری موجب بهبود عملکرد می‌گشت حتی اگر این تغییرات برگشتن به شرایط قبلی می‌بود.
محققان هاثورن از التون مایو، روان‌شناس دانشگاه هاروارد کمک خواستند تا به آن‌ها در تحلیل نتایج حیرت‌آور این آزمایش‌ها یاری رساند. نتیجهٔ کمک وی، آن‌ها را به این نقطه رساند که تغییرات ناگهانی شرایط کاری زنان نسبت به محیط معمول کاری‌شان به حدی زیاد بوده که این نتایج را باعث شده‌است. برای مثال، خود محققان وظیفهٔ نظارت بر زنان را به عهده گرفته بودند و رابطه‌ای دوستانه با موضوع تحقیقشان – یعنی زنان کارگر – برقرار کرده بودند. دو تن از زنانی که در این پروژه همکاری لازم را نداشته بودند با دو زن دیگر جایگزین شده بودند. هیچ‌یک از این شرایط، با وضعیت کسانی که در طبقهٔ کارگر هستند هم‌خوانی ندارد. علاوه بر این، خود زنان نیز یک “روح رفاقتی” در میان خود ایجاد کرده بودند تا در کنار یکدیگر به عنوان یک تیم فعالیت کنند و اگر کسی از بقیه عقب ماند، او را تشویق کرده و به او یاری رسانند. به بیان دیگر زنان یک سیستم اجتماعی متمایز ساخته بودند و این سیستم به نوبهٔ خود تبدیل به بخشی از پروسهٔ تولید شده بود و هیچ شکی نیست که این امر در افزایش سطح بهره‌وری مشاهده شده در آزمایش‌ها نقش ایفا کرده‌است. حال، برخلاف تأکید ساده‌انگارانه بر این امر که یک متغیر مستقل (نظیر روشنایی) بر سایر متغیرها (نظیر خستگی) اثر می‌گذارد، محققان هاثورن شروع به درک روابط متغیرها در سیستم‌های اجتماعی و تأثیرات محتمل آن‌ها بر تولید نموده بودند.

## آزمون اتاق بررسی سیم‌کشی بانک
با مشاوره‌های وارنر درزمینهٔ طراحی، محققان هاثورن مرحلهٔ نهایی این پروژه را طراحی کردند که با نام آزمون اتاق بررسی سیم‌کشی بانک (BWOR) شناخته می‌شود. این بخش از پروژه بر مطالعهٔ آنچه کارکنان به‌واقع سرکار انجام می‌دهند، در مقابل آنچه دراین‌باره در خلال مصاحبه‌ها بیان می‌دارند متمرکز شده بود. برای BWOR، یک نمونه از یکی از سالن‌های تولید وسترن الکتریک ساخته شد که در آن یک گروه کاری متعارف (۱۴ کارمند مرد و سرپرستان آن‌ها) مشغول به کار شدند. کارکنان وظایف معمول خود را کمافی‌السابق انجام می‌دادند درحالی‌که گروهی از مشاهده‌گران آموزش‌دیده آن‌ها را مشاهده کرده و اعمال آن‌ها را در طول بازهٔ زمانی چند ماه مابین سال‌های ۱۹۳۱ تا ۱۹۳۲، تا زمان بروز رکود بزرگ اقتصادی، ثبت و ضبط می‌کردند. برای درک بهتر نقطه نظرات کارکنان، محققی دیگر که در اتاق مشاهده حضور نداشت، مصاحبه‌هایی منظم با کارکنان انجام می‌داد. وارنر محققان را بر آن داشته بود تا تئوری‌های انسان‌شناسی را مطالعه کنند و داده‌های مشاهده‌ای خود را هرچه بیشتر نظیر کار انسان‌شناسی که یک جامعهٔ محدود نظیر یک گروه یا قبیله را بررسی می‌کند، تحلیل نمایند.
مطالعهٔ BWOR نخستین مطالعه‌ی تجربی است که در آن تضاد کامل میان دیدگاه‌های کارکنان و مدیران مشاهده می‌شد. مدیریت هاثورن ایدهٔ “مرد اقتصادی” فردریک تیلور را پذیرفته بود (یعنی کارکنان، فعالانی منطقی هستند که به انگیزه‌های اقتصادی پاسخ می‌دهند) و به همین خاطر آن‌ها طرح مشوق قطعی پیچیده‎ای به وجود آورده بودند که در آن حداقل دستمزد ساعتی روزانه بر مبنای حداقل استاندارد تولید (محلی) به‌اضافهٔ مبلغی اضافی که برمبنای میزان خروجی تمام اعضای گروه محاسبه می‌شد و با آن حداقل دستمزد ساعتی جمع می‌شد. مدیریت باور داشت که این سیستم می‌تواند کارکنان را به انگیزه‌ای برساند تا در مقابل خستگی و ناراحتی‌ها و موانع تولید، حداکثر تلاششان برای افزایش تولید را به کاربندند. بخشی از این طرح انگیزشی این ایده بود که کارکنان کندتر بر اثر سرعت بیشتر کار گروه سرعت خود را افزایش می‌دهند (همان‌طور که در آزمایش قبلی PATR شاهد آن بودیم).
بااین‌حال در عالم واقع، سیستم امتیازدهی پرداخت کاملاً مخالف پیش‌بینی مدیران عمل می‌کرد. کارکنان تعریف خودشان را از “کار روزانهٔ منصفانه” داشتند که به‌طور قابل‌توجهی کمتر از آن چیزی بود که انتظارات مدیران در سیستم مطلوب امتیازدهی پرداخت برمبنای آن شکل گرفته بود. استاندارد نانوشتهٔ کارکنان به تعداد معینی از محصولات ترجمه شده بود که باید هر فرد در طول یک روز آن را تولید می‌کرد؛ در واقع این تعداد، حداقل تعداد کارگران لازم محلی برای انجام کار بود. هر آنچه بیشتر از این حد تولید می‌شد توسط گروه مردود شناخته شده و به طرزی منفی محکوم می‎شد. اگر کارگری سرعت عمل به خرج می‌داد و بیش از حداقل استاندارد تولید می‌کرد مورد خشونت کلامی قرار گرفته و با عباراتی نظیر برده خطاب می‌شد (با استفاده از اتصال انگشت شست به انگشت سوم دست به تعبیری استعاری به او می‌فهماندند که مانند میگساران زیاده‌روی کرده‌است) و در نهایت وحشتناک‌ترین مجازات – استبداد تا انزوا و تبعید مجازی – توسط گروه در مورد او به اجرا درمی‌آمد. معمولاً کارگران در ساعات ابتدایی روز تعداد موردنظر را تولید می‌کردند و به ناگاه در طول بعدازظهر عملکرد آن‌ها به طرز ماهرانه‌ای کاهش می‌یافت و حتی وقت خود را برای تولید محصولات یک شرکت دیگر صرف می‌کردند (تمام این‌ها به‌ دور از چشم مدیریت انجام می‌پذیرفت). این فرهنگ کار برخاسته از این باور کارکنان بود که نرخ بیشتر تولید روزانه مدیران را بر آن می‌دارد تا حداقل تولید روزانه را افزایش دهند، حداقل دستمزد روزانه را بردارند و یا برخی از آن‌ها را اخراج کنند. پروژهٔ هاثورن در طول رکود بزرگ اقتصادی انجام شد و به همین خاطر عجیب نیست که کارکنان نسبت به انجام چنین اعمالی از سوی مدیران ترس‌هایی به دل راه می‌دادند.
یافته‌های هاثورن در تقابل با تئوری مدیریتی رایج در آن روزگار بود. برمبنای گفته‌های تیلور، انسان اقتصادی یک فرد است و ساختارهای انگیزشی برای تشویق افراد بر این مبنا شکل‌گرفته‌اند که نهایت تلاش هر فرد بروز یابد و هرکدام را بر آن دارد تا نظیر فرد متناظر خود در آن سازمان بهره‌وری داشته باشند. بار دیگر در آزمون BWOR مشخص شد که کارکنان نه به‌عنوان افراد واحد، بلکه به‌عنوان یک گروه عمل کرده و تئوری مدیریتی نانوشته‎ی خود را که برمبنای عدم اعتماد به مدیران و نه علاقه به تئوری انسان اقتصادی است، دارا هستند. در اینجا نخستین نشانه‌های تجربی سازمان غیررسمی (چیزی که می‌توانیم آن را زیر فرهنگ حرفه‌ای و با ضد فرهنگ بنامیم) مشاهده شد که به‌عنوان الگوهای واقعی واکنش‌ها و روابط اجتماعی در میان اعضای یک سازمان تعریف شد که توسط مدیران مورد غفلت واقع شده بودند. محققان توانستند این سازمان غیررسمی را با شناسایی تعاملات میان کارکنان تطبیق داده و شبکه‌های روابط میان گروه‌های کاری مختلف یا مشتریان را به‌صورت گرافیکی ترسیم کنند که بسیار به تحلیل شبکه‌ای که امروزه برای شناسایی الگوهای غیررسمی ارتباطات و تبادلات میان افراد به کار می‌رود، شبیه است. سازمان غیررسمی که به تصویر کشیده شد بسیار با سازمان رسمی (تعاملاتی که برمبنای قوانین و سیاست‌های سازمان شکل گرفته بود) که مدیریت برای نیل به اهداف سازمان آن را به وجود آورده بود، تفاوت داشت. در نتیجه این سازمان شامل دو نوع سازمان بود که با یکدیگر مطابقت نداشتند – یکی سازمان منطقی بود که برای اهداف سازمانی طراحی شده بود و دیگری شکل طبیعی و خودبه‌خودی تعاملات اجتماعی افراد بود که در پاسخ به منافع و نیازهای ذاتی انسان شکل گرفته بود. این یافته‌ها عیان ساخت که کارکنان تنها یک “فاکتور” ساده در تولید – به‌مانند ماشین‌ها – نیستند بلکه موجوداتی هوشمند هستند که تعریف خودشان را از پدیده‌ها دارند و برای دفاع از تمایلاتشان از مکانیزم‌هایی که توسط خودشان طراحی شده‌استفاده می‌کنند. گرچه این بینش امروزه برای ما چندان عجیب نیست اما در اوایل دههٔ ۱۹۳۰ موفقیتی شگفت‌آور به‌حساب می‌آمد و نقد شدیدی بر تئوری مدیریت علمی تیلور وارد آورده بود.
یکی از مهم‎ترین نتایج پروژهٔ هاثورن درک این نکته بود که کارکنان تأثیر شدیدی بر بهره‎وری سازمانی دارند. تا زمانی که ماشین‌ها فرایند تولید را کنترل نمی‎کنند، و در آن روزگار قطعاً چنین بوده‌است، کارکنان می‌توانستند سرعت تولید را به شیوه‌های ظریف طوری کنترل کنند که بدون استفاده از ناظرین، امکان شناسایی آن وجود نداشته باشد. مدیریت دیگر برمبنای آنچه تئوری آن روزگار بیان می‌داشت، تنها در تصرف سازمان نیست بلکه باید با قدرت عظیم طبیعی مصالحه کند که ازنقطه‌نظر مدیریت به منطق محرک‌های اقتصادی پاسخ مناسبی نمی‌دهد. ازنقطه‌نظر کارکنان، افراد BWOR کاملاً منطقی بودند چراکه هر الگوی رفتاری غیرازاین که به کار می‌گرفتند می‌توانست کسب درآمد آن‌ها در بلندمدت را به خطر اندازد. جالب آنجاست که این نگاه انسان‌شناسانهٔ متأخر آن چیزی نبود که محققان هاثورن شناسایی، که پیش‌فرض‌های مایو را در مطالعاتشان به کار گرفته بودند و انتظار داشت که کارکنان BWOR به شیوه‌ای غیرمنطقی و برمبنای “تنظیم نادرست” روان‌شناختی واکنش نشان دهند، انتظار آن را داشته باشند. آیندهٔ صنعتی متفاوتی می‌توانست مورد انتظار باشد اگر نگاه متفاوتی به این مسئله اتخاذ شود.

## مطالعات هاثورن و انگیزش
هدف از انجام این مطالعات یافتن عواملی برای به انگیزش در آوردن کارگران بود و در ابتدا به نتایج خیره‌کننده‌ای رسید. با انجام این تحقیقات مشخص شد که تغییر در میزان نور تأثیر زیادی بر روی سطح تولید ندارد و نظر کلاسیک‌ها در این مورد اشتباه است. به نظر محققان این گروه، افزایش سطح تولید به عوامل روانی بیشتر مربوط می‌شود تا به عوامل فیزیکی.